# 20th Television
20th Television (anteriormente 20th Century Fox Television) es una empresa estadounidense de producción y distribución de televisión propiedad de Disney Television Studios, una filial de Walt Disney Television quien a su vez es una unidad de Disney Media Networks la cual es una división de The Walt Disney Company. La 20th Television original era el brazo de sindicación y distribución de 20th Century Fox Television.
20th Century Fox Television fue parte de la adquisición por parte de The Walt Disney Company de la mayoría de los activos de 21st Century Fox. La adquisición de 21st Century Fox por parte de Disney se completó el 20 de marzo de 2019.

## Historia
20th Century Fox Television se formó en 1949 ya que otros estudios también se estaban diversificando en la producción televisiva. En ese momento, la compañía era conocida como TCF Television Productions, Inc. hasta 1958. Décadas después, TCFTV retiró las operaciones de las compañías de producción de TV que adquirió: Metromedia Producers Corporation en 1986, New World Entertainment en 1997 y MTM Enterprises en 1998 , y es el distribuidor actual (a través de su división de distribución, la 20th Television original) para la mayoría de los programas producidos originalmente por estas compañías.
Desde 1986 y hasta 2019 sirvió como el brazo de producción oficial de la cadena de televisión Fox (con Fox Television Studios siendo visto como la división de producción de televisión no oficial de la red), produciendo la mayor parte de las series de televisión que se transmiten en la cadena de televisión. TCFTV produjo las dos primeras series que se transmitieron en la red hermana de Fox, MyNetworkTV: las telenovelas Desire y Fashion House.
En 1989, Twentieth Television Corporation, una entidad separada de 20th Century Fox Film Corporation, asumió las funciones de 20th Century Fox Television. Ambas compañías eran subsidiarias de la unidad de News Corporation. El movimiento se hizo para separar las producciones de televisión del estudio cinematográfico para aumentar la producción de este último. Después de una reestructuración de las compañías de producción de televisión de Fox en 1994, 20th Television se reenfocó en la sindicación y los «programas no tradicionales», mientras que la programación de televisión en la cadena una vez más pasó a estar bajo la bandera de 20th Century Fox Television y volvió a ser una división del estudio de cine. En 1997, MTM Enterprises se convirtió en parte de 20th Century Fox Television y, por lo tanto, sigue siendo una división exclusiva de TCFTV. En 2012, 20th Century Fox Television se reorganizó como una unidad separada de News Corporation; Los presidentes de 20th Century Fox Television, Dana Walden y Gary Newman, ahora se reportan a Chase Carey, director de operaciones de 21st Century Fox.
En julio de 2014, se anunció que las operaciones de Fox Broadcasting Company y 20th Century Fox Television se fusionarían en una nueva unidad, Fox Television Group, supervisada por Walden y Newman. El canal de transmisión de Fox no se incluyó en la venta de Disney y fue uno de los varios activos que luego se escindió a Fox Corporation. A principios de 2015, Mythology Entertainment firmó un acuerdo de primera vista con la compañía y la compañía Fox 21 Television Studios mientras anunciaba a su jefe de división de TV.

### Brazo de distribución de 20th Television
20th Television se formó en 1989 por Fox, Inc. (la unidad de News Corporation que supervisaba 20th Century Fox en ese momento) para separar las producciones televisivas de 20th Century Fox (que anteriormente eran manejadas por su división 20th Century Fox Television) del estudio cinemátografico para aumentar la producción de este último. Durante este tiempo, 20th Television y 20th Century Fox sirvieron como dos de las cuatro unidades principales de Fox, junto con Fox Broadcasting Company y Fox Television Stations. Tras una reestructuración de las compañías de producción de televisión de Fox en 1994, 20th Television se reorientó hacia la distribución y los «programas no tradicionales»; la división de televisión de la cadena FOX se mudó a 20th Century Fox y retomó el nombre de 20th Century Fox Television.
20th Television distribuye casi toda la programación de la unidad de producción de televisión y sus subsidiarias y la producción del estudio de cine (y sus propias subdivisiones). También posee programación de otras compañías de producción y estudios que han adquirido, incluidas MTM Enterprises, la mayoría de Metromedia Producers Corporation y la mayoría de New World Entertainment (incluidas las de Four Star Television y Genesis Entertainment).
La compañía también distribuye y/o distribuye conjuntamente productos de socios como Regency Television y Debmar-Mercury (hasta abril de 2019). La filial de Lincolnwood Drive de 20th Television se ha utilizado para producir la serie de tribunales sindicados Divorce Court desde la temporada 2014-15, principalmente por razones impositivas.
En 1992, Greg Meidel se convirtió en el presidente de 20th Television, sirviendo hasta 1995. Meidel fue presidente de MyNetworkTV cuando agregó el cargo de presidente de 20th Television a su responsabilidad aproximadamente en 2009.
Como parte de la reestructuración que surgió de que News Corporation escindiera sus activos de entretenimiento en 21st Century Fox, se anunció el 8 de julio de 2013 que 20th Television operaría bajo la administración de 20th Century Fox Television que se mudaría de Fox Television Stations. Como resultado, el expresidente de la compañía ahora informaría a los presidentes de este último.

### Bajo Disney Television Studios
En marzo de 2019, se finalizó la adquisición de Disney de 21st Century Fox. Como resultado de la adquisición, Newman se fue y Walden se convirtió en el jefe de la programación de Disney. Jonnie Davis y Howard Kurtzman, que anteriormente ocupaban altos cargos en el Fox Television Group, se convirtieron en los codirectores de 20th Century Fox Television. En julio de 2019, Disney promovió a Davis al puesto de presidente de ABC Studios. Carolyn Cassidy sucedió a Davis como Presidenta de Asuntos Creativos en 20th Century Fox Television, dirigiendo el estudio conjuntamente con Kurtzman.
El 17 de enero de 2020, se anunció que el nombre «Fox» se eliminaría de varios de los activos de 21CF adquiridos por Disney.
El 10 de agosto de 2020, 20th Century Fox Television y 20th Television se fusionaron en una sola unidad como parte de un plan de reestructuración de Disney con respecto a sus unidades de producción de televisión. En 2020, Disney dio a conocer que el sello Touchstone Television se fusionó con 20th Television. ABC Signature se disolvió el 1 de octubre de 2024 y sus operaciones se fusionaron con 20th Television, que desde entonces se ha convertido en la unidad de producción insignia de ABC.
En abril de 2025, Disney reveló que no renovaría su contrato de arrendamiento con Fox Corporation y que desocuparía Fox Studio Lot en Century City a fines de 2025. Como resultado, 20th Television se mudará a Walt Disney Studios en Burbank.

## Lista de programas producidos por 20th Television
Los programas notables producidos por 20th Television incluyen a: Batman, M*A*S*H, Glee, How I Met Your Mother, Bones, Bob's Burgers, Empire, Padre de familia, 24, Modern Family, This Is Us, American Dad!, Buffy the Vampire Slayer, New Girl, American Horror Story, The X-Files, Reba, King of the Hill, Futurama, Malcolm in the Middle, The Cleveland Show, Ally McBeal, Last Man Standing, Single Parents, The Cool Kids, The Passage, Proven Innocent, Bless This Mess, Bless the Harts, Perfect Harmony, 9-1-1, 9-1-1: Lone Star, Outmatched, Duncanville, Solar Opposites, Central Park, Love, Victor, Filthy Rich, Next, Big Sky, The Great North, Los Simpson, entre otros.